# 馬克·蘭姆 (警長)
馬克·蘭姆 (出生於1972年7月14日) 是美國執法人員和政治家，自 2017年起擔任亞利桑那州皮納爾縣的警長。蘭姆先前曾在鹽河皮馬-馬里科帕印第安社區警察局任職。

## 外部連結
- 官方网站
- 馬克·蘭姆在互联网电影资料库（IMDb）上的資料（英文）